# Seyðisfjarðarflói
Der Seyðisfjarðarflói ist eine Bucht an der Ostküste von Island.
Sie liegt zwischen der Landzunge Álftavíkurtangi und Dalatangi im Süden. Der Seyðisfjarðarflói teilt sich in zwei große Fjorde: Im Norden liegt der unbewohnte Loðmundarfjörður (3 km breit, 6 km tief) und im Süden der Seyðisfjörður (4 km breit, 16 km tief) mit der gleichnamigen Stadt und dem Fährhafen. Die Landzunge zwischen den beiden Fjorden heißt Borgarnes. 